# Les senyoretes de Rochefort
 Les senyoretes de Rochefort (títol original en francès: Les Demoiselles de Rochefort) és una pel·lícula musical francesa de Jacques Demy estrenada el 1967. Ha estat doblada al català.

## Argument
Solange i Delphine són noies d'una vintena d'anys que ensenyen respectivament música i ball a Rochefort. Criades per la seva mare, Yvonne Garnier, que té un cafè a la plaça Colbert, mai no han conegut el seu pare i busquen el gran amor. La història comença amb l'arribada d'un grup de firaires, dirigits per Étienne i pel seu mecànic Bill. S'instal·len a la plaça de Rochefort i cauran sota l'encant de les noies després d'haver estat abandonats per les seves ballarines i amants.
També desembarquen a Rochefort:
- Simon Dame, gerent d'una botiga de música i abans abandonat per Yvonne. Simon és el pare de Boubou (fill de Yvonne i germanastre de les dues germanes) del qual ell no en coneix l'existència.
- Maxence, un mariner, pintor i poeta, autor d'un retrat d'«ideal femení» que s'assembla estranyament a Delphine. Recorre el món a la recerca de l'amor.
- Andy, un pianista americà de pas, que s'enamora de Solange amb la primera mirada.

Comença llavors una sèrie d'encreuaments amorosos que acabaran de manera feliç.

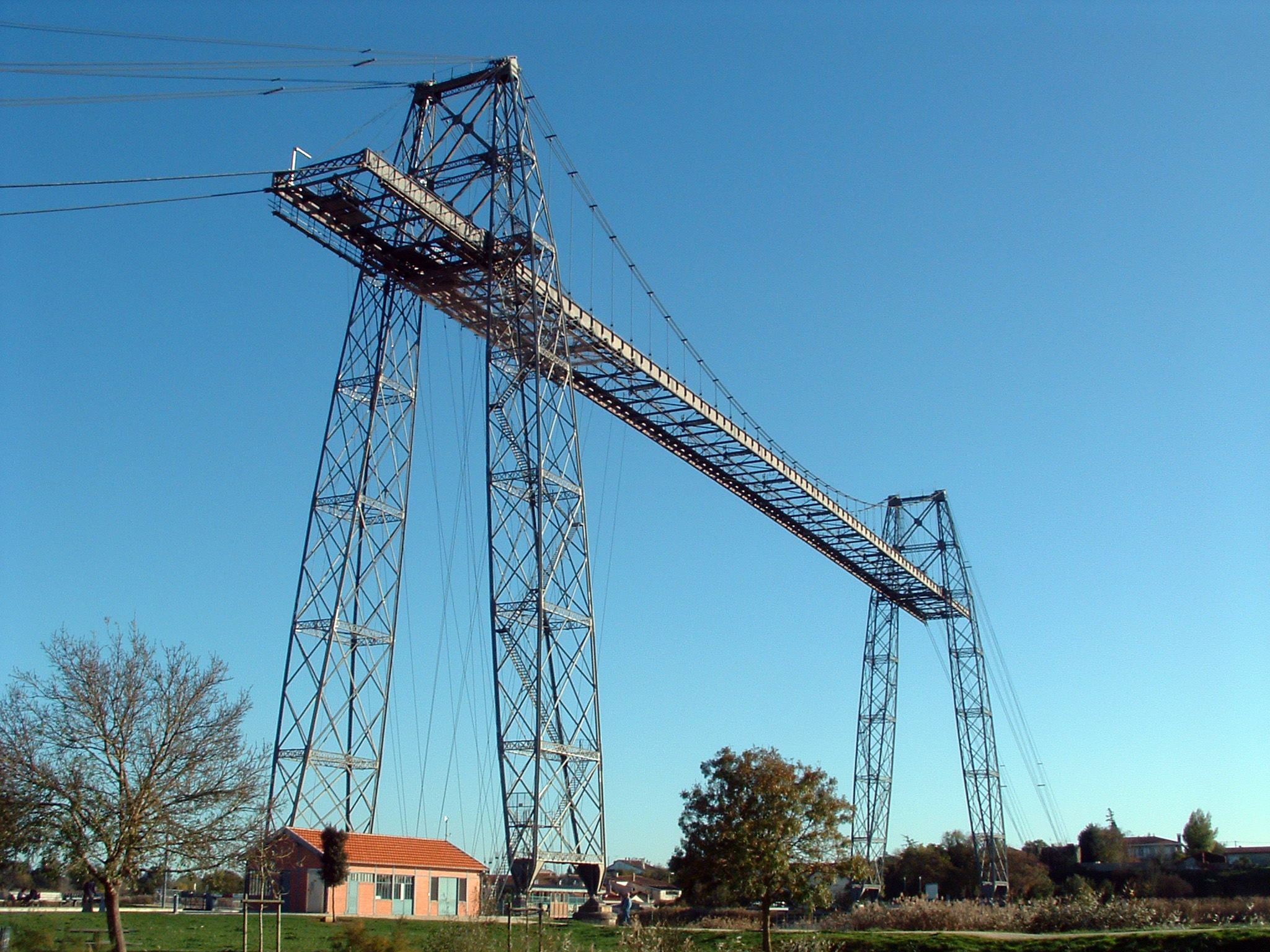
El pont transbordador de Rocheport, present al començament i al final de la pel·lícula.

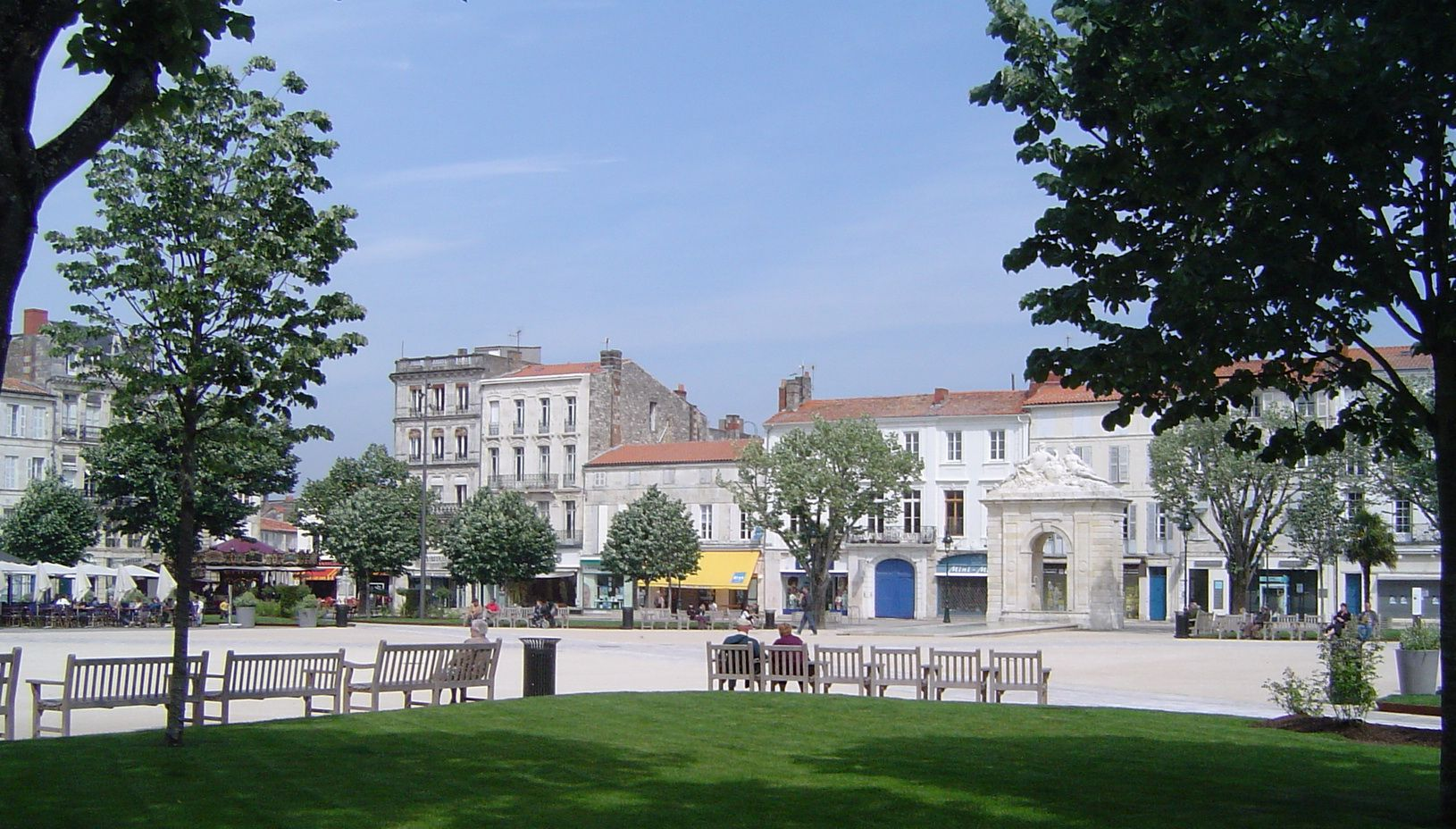
La plaça Colbert, on es desenvolupa una gran part de la intriga.

## Repartiment
- Catherine Deneuve: Delphine Garnier
- Françoise Dorléac: Solange Garnier
- Jacques Perrin: Maxence
- Danielle Darrieux: Yvonne Garnier
- Michel Piccoli: Simon Dame
- Gene Kelly: Andy Miller
- George Chakiris: Étienne
- Grover Dale: Bill
- Pamela Hart: Judith
- Leslie North: Esther
- Geneviève Thénier: Josette
- Jacques Riberolles: Guillaume Lancien
- Patrick Jeantet: Boubou
- Henri Crémieux: Subtil Dutrouz

Cant
- Anne Germain: Delphine Garnier
- Claude Parent: Solange Garnier
- Jacques Revaux: Maxence
- Georges Blaness: Simon Dame
- Donald Burke: Andy Miller
- Romuald: Étienne
- José Bartel: Bill
- Christiane Legrand: Judith
- Claudine Meunier: Esther
- Alice Herald: Josette
- Jean Stout: Guillaume Lancien
- Olivier Bonnet: Boubou

## Premis i nominacions
Premis
- 1967: Premi Max-Ophuls

Nominacions
- 1969: Oscar a la millor banda sonora per Michel Legrand i Jacques Demy[3]

## Al voltant de la pel·lícula
- Quan Jacques Demy escriu els primers lliuraments d'un guió de les Senyoretes de Rochefort, la pel·lícula es diu Boubou, nom del germà petit de Catherine Deneuve i Françoise Dorléac a la pel·lícula.
- La pel·lícula ha estat rodada de manera simultània en francès i en anglès. Danielle Darrieux és l'única actriu no doblada quan canta. Centenars d'audicions han estat necessàries per trobar veus cantades semblants a les veus parlades dels actors. Mentre Danielle Licari posava la seva veu a Catherine Deneuve a Les Parapluies de Cherbourg, Demy i Legrand prefereixen aquí Anne Germain, membre dels Swingle Singers al costat de Christiane Legrand, germana del compositor. Doblarà de nou Catherine Deneuve a Peau d'âne (1970), i Jacques Revaux ho farà amb Jacques Perrin. Georges Blaness redoblarà Michel Piccoli a Une chambre en ville (1981). Gene Kelly, tenint per la seva part massa feina per aprendre cançons en francès, ha estat doblat per un cantant anglòfon (Donald Burke) l'accent del qual donava la il·lusió que era Kelly que cantava.
- Quaranta mil metres quadrats de façanes han estat repintades a Rochefort per a la pel·lícula que ha estat rodada en gran part a la plaça Colbert així com als carrers adjacents. La decoració del cafè ha estat construïda per Saint-Gobain.
- Es tracta de la penúltima pel·lícula de Françoise Dorléac, la segona on comparteix el cartell amb la seva germana Catherine Deneuve. En plena glòria, mor en un accident de cotxe prop de Niça tres mesos després de l'estrena de la pel·lícula. Anava en retard per agafar l'avió que la conduïa a Londres on havia d'anar a la presentació de la versió anglesa de la pel·lícula.
- Agnès Varda va rodar un documental sobre el rodatge de les Senyoretes de Rochefort i l'empremta que la pel·lícula ha deixat sobre els habitants a Les demoiselles ont eu 25 ans (1993).
- El 2003, va ser creada la comèdia musical Les Senyoretes de Rochefort al Palau de congressos de París, a partir del guió de la pel·lícula al qual van ser afegits alguns nous trossos. El projecte, supervisat per Michel Legrand, va tenir poc èxit.
- Des de 1994, la plaça situada just al davant l'estació de Rochefort ha estat reanomenada «lloc Françoise-Dorléac». Catherine Deneuve era present el dia de la seva inauguració.
- La Cançó de Maxence ha estat represa per Bill Evans el 1977 sota el títol You Must Believe in Spring en el seu album homònim.[4]